# Одинское муниципальное образование
Одинское муниципальное образование — упразднённое сельское поселение в составе Ангарского района Иркутской области.
Административный центр — село Одинск.
Законом Иркутской области от 10 декабря 2014 года № 149-ОЗ 1 января 2015 года муниципальное образование «город Ангарск», Мегетское муниципальное образование, Одинское муниципальное образование и Савватеевское муниципальное образование объединены в Ангарский городской округ.

## Границы
Согласно закону «О статусе и границах муниципальных образований Ангарского района Иркутской области»

«…Исходной точкой границы муниципального образования служит западный мыс о. Ясачный р. Китой. Граница следует от Западного мыса о. Ясачный вниз по р. Китой до устья р. Ода, далее вверх по р. Ода вдоль кварталов 1, 3, 8 Мегетского лесничества Китойского лесхоза, затем от северной границы квартала 8 вдоль западных границ кварталов 8, 14 Мегетского лесничества до северной границы квартала 20 Одинокого лесничества. Далее в восточном направлении по северным границам кварталов 21, 22, 23, 24, 25, 26 Одинокого лесничества. Затем от северной границы квартала 26 до пересечения с кварталом 32 лесничества. Далее в восточном направлении по северным границам кварталов 32, 33, 34 Одинского лесничества до пересечения с кварталом 60 Мегетского лесничества. Далее в западном направлении по южным границам кварталов 43, 45 Одинского лесничества Китойского лесхоза. Затем в северном направлении вдоль западных границ кварталов 44, 41, 38 Одинского лесничества до пересечения с южной границей квартала 31 в юго-западном направлении до пересечения с кварталом 30 Одинского лесничества. Далее в северо-западном направлении вдоль квартала 30 до пересечения с кварталом 29 лесничества, затем в юго-западном направлении вдоль кварталов 29, 36, 37 Одинского лесничества, вдоль западной границы квартала 37 Одинского лесничества до пересечения с р. Ода, затем вниз по р. Ода до квартала 20 Одинского лесничества. Далее в западном направлении вдоль границы квартала 20 до квартала 59 Одинского лесничества. От восточного угла квартала 59 на юго-востоке по границе с землями Радиоцентра до северо-восточного угла квартала 71 Одинского лесничества и далее по северной границе кварталов 71, 70 лесничества до юго-западного угла квартала 59. Затем по очертанию южной границы квартала 59 Одинского лесничества до его восточного угла. Далее по южной и юго-восточной границе квартала 59 до северо-западного угла квартала 70, по северной границе кварталов 70, 71 Одинского лесничества до северо-восточного угла квартала 71, огибая территорию чересполосного участка „Черный ключ“ с запада. Затем граница идет по восточной и юго-восточной границе квартала 71 лесничества, гранича с южной оконечностью территории Радиоцентра и далее с территорией ЗАО „Савватеевское“. Затем граница продолжается по южной границе кварталов 71, 70, 69, 68, 67 Одинокого лесничества, юго-восточной и восточной границам кварталов 85, 99, 104, 118, 129, 131, 149 Одинокого лесничества. От южной точки квартала 149 лесничества граница поворачивает на северо-запад по юго-западной границе кварталов 149, 128, 127, 114, 93, 92, 91 Одинского лесничества Китойского лесхоза до пересечения с автодорогой Ангарск — Тальяны. Затем в северо-западном направлении по границам кварталов 132, 121, 106, 105 Одинского лесничества до границы Ангарского муниципального образования. Далее в юго-западном, затем в северном и далее в северо-восточном направлениях по границе Ангарского муниципального образования до исходной точки описания.».

## Население
| 2010 | 2011  | 2012  | 2013  | 2014  |
| ---- | ----- | ----- | ----- | ----- |
| 1099 | ↘1095 | ↗1133 | ↗1161 | ↘1128 |

## Населенные пункты
В состав муниципального образования входят населенные пункты:
- Чебогоры
- Ивановка
- Якимовка
- Одинск

На территории образования также находилась упразднённая заимка Весёлая Куть.